# Bellingcat
Bellingcat («Бэ́ллингкэ́т», стилизовано как bell¿ngcat) — интернет-издание, основанное 14 июля 2014 года британским гражданским журналистом и блогером Элиотом Хиггинсом и занимающееся журналистскими расследованиями о зонах военных действий, используя метод анализа данных из открытых источников.

## Название
Название проекта отсылает к английской детской сказке «Belling the Cat» про мышей, которые размышляли, как им уберечься от кота (англ. cat). Одна из мышей предложила повесить коту на шею колокольчик (англ. bell), остальным эта идея понравилась. Однако никто из них не решился этого сделать, потому что задача была невыполнима.

## История
Элиот Хиггинс заинтересовался анализом данных из открытых источников в 2011 году, когда обсуждал статью The Guardian в комментариях и выяснил, что можно проверить видео при помощи спутниковой фотосъёмки.
В марте 2012 он начал блог Brown Moses, в котором публиковал свои исследования видеоматериалов по Гражданской войне в Сирии. Просматривая сотни видео в интернете, определяя их геолокацию и исследуя детали используемого оружия, Хиггинс сделал вывод, что сирийские власти использовали кластерные бомбы и химическое оружие. В 2013 году он связал химатаку в Гуте с сирийскими властями.
14 июля 2014 года Хиггинс запустил сайт Bellingcat в бета-версии, а 15 июля 2014 года Хиггинс начал сбор средств на проект Bellingcat через платформу Kickstarter. Необходимую сумму в 47 тысяч фунтов удалось собрать за месяц. Через три дня после запуска платформы произошла катастрофа Boeing 777 в Донецкой области, ставшая первым крупным расследованием Bellingcat; расследование было произведено в основном волонтёрами.
В 2017 году Хиггинс провёл дополнительный раунд краудфандинга. С 2018 года Bellingcat управляется организацией Stichting Bellingcat (с нидерл. — «Фонд Беллингкат»).
8 октября 2021 года Минюст РФ включил компанию Stichting Bellingcat, владельца издания, в реестр СМИ — «иностранных агентов» по той причине, что те являются членом международной ассоциации «Глобальная сеть журналистов-расследователей» и сотрудничают с британскими организациями.
8 февраля 2022 года Роскомнадзор возбудил административное дело в отношении Bellingcat из-за нарушения порядка деятельности иноагента.
15 июля 2022 года Генпрокуратура РФ признала деятельность Bellingcat нежелательной в России, посчитав, что данное издание представляет угрозу «основам конституционного строя страны». 26 июля Минюст РФ внёс Bellingcat в реестр нежелательных организаций.

## Некоторые расследования
Через два дня после запуска Bellingcat произошла катастрофа Боинга 777 в Донецкой области, и подписчики и соратники Хиггинса попросили его разобраться в трагедии. В своем расследовании Bellingcat пришли к выводу, что сбившая самолёт зенитная ракета была выпущена с установки ЗРК «Бук-М» из 53-й бригады ПВО РФ, базирующейся в Курске. Работа привлекла внимание голландских следователей, расследующих катастрофу. Министерство обороны России отвергло её выводы, заявив, что «конспиративные теории журналистской группы многократно опровергались блогерами и экспертами, поэтому серьёзному комментированию не подлежат». 24 мая 2018 года Объединённая следственная группа (JIT) выпустила доклад, в котором были подтверждены выводы исследовательской группы Bellingcat о задействовании в атаке ЗРК «Бук», стоящего на вооружении 53-й зенитной ракетной бригады ПВО РФ. Экспертная комиссия утверждает, что полученные ею результаты были основаны на анализе технических данных самого «Бука», уникальных отличительных признаках установки, производившей пуск, а также на материалах российских очевидцев транспортировки ЗРК из Курска к границе с Украиной.
В феврале 2015 вышло расследование группы Bellingcat по обстрелам украинских войск с российской территории за период 14 июля — 8 августа, где с помощью спутниковых снимков мест боев анализировались кратеры от артиллерийских ударов и вероятные артиллерийские позиции на территории России, откуда эти удары наносились. Кроме анализа спутниковых снимков, было исследовано 6 снятых видео, на которых зафиксированы запуски ракет из артиллерийских систем «Град» с российской территории в сторону Украины, в частности резонансное видео из российской деревни Гуково.
В декабре 2015 вышло расследование в отношении российских артиллерийских обстрелов во время наступления на Новоазовск в конце августа 2014 года.
21 декабря 2016 вышло расширенное исследование Bellingcat. Согласно данному исследованию, установлено не менее 149 артиллерийских позиций, с которых вела огонь российская артиллерия, а также 130 позиций, которые «с большой вероятностью» использовались с той же целью. На территории Украины идентифицировано 408 участков, по которым вёлся артиллерийский огонь.
Среди прочего, занималась расследованием использования химического оружия в гражданской войне в Сирии, американского происхождения бомбы, сброшенного саудитской коалицией на свадьбу в йеменской мухафазе Хадджа, и тренировок украинских ультраправых крупной европейской военной фирмой.
В сентябре 2018 года в сотрудничестве с российским интернет-изданием The Insider Романа Доброхотова Bellingcat провёл расследование, опубликовав копии служебных документов Федеральной миграционной службы России с заявлением о выдаче паспортов на имена Александра Петрова и Руслана Боширова, подозреваемых британскими властями в отравлении Сергея и Юлии Скрипаль. На опубликованных документах присутствовал штамп «сведений не давать» и отметка о секретности, что позволило изданиям заявить о вероятной связи этих людей с российскими спецслужбами. При этом Русская служба Би-би-си указала, что «издание The Insider, первым получившее документы, пишет, что их предоставил источник из российской полиции. Би-би-си не может подтвердить подлинность документов». В свою очередь, официальный представитель МИД РФ Мария Захарова подвергла критике данную публикацию, подчеркнув, что после этого у неё не осталось сомнений о «близости к спецслужбам» Bellingcat, которую рассматривает как «специальную контору, которая под прикрытием расследований целенаправленно сливает дезу», а также выразив сомнение, что данные документы действительно имеют отношение к ФМС России, задавшись вопросом, почему «„Беллингкэту“ легче за ночь „взломать базу данных ФМС“, чем раздобыть хоть одно доказательство „причастности“ Петрова и Боширова к отравлению?».
В феврале 2020 года Bellingcat совместно с The Insider и Der Spiegel провели расследование и заявили, что убийство Зелимхана Хангошвили в Берлине в августе 2019 года было организовано спецподразделением ФСБ «Вымпел». Заявили, что Центр специальных назначений ФСБ готовил киллера-рецидивиста Вадима Красикова для этого убийства, а также сообщили некоторые подробности перемещений Красикова по Европе.
В октябре 2020 года Bellingcat, The Insider и Der Spiegel провели совместное расследование о том, что два российских научных центра (НЦ «Сигнал» и ГНИИИ военной медицины МО РФ), начиная с 2010 года, участвовали в разработке отравляющих веществ из группы «Новичок», а также тесно сотрудничали с офицерами ГРУ России, в том числе при подготовке к покушению на Сергея и Юлию Скрипаль в 2018 году.
В ноябре 2020 года The Insider и Bellingcat провели совместное расследование о том как ГРУ координировало деятельность медиапроекта Bonanza Media, распространявшего фейки о крушении малайзийского «боинга» на востоке Украины.
В декабре 2020 года Bellingcat и The Insider при участии Der Spiegel, CNN и ФБК в совместном расследование, обвинили в покушении на Алексея Навального в Томске группу оперативников ФСБ из секретного подразделения ведомства, которые, по словам авторов, действовали под прикрытием Института криминалистики ФСБ. На пресс-конференции 17 декабря 2020 Владимир Путин сказал, что речь идёт не о расследовании, а о легализации данных западных спецслужб, и отрицал причастность ФСБ к отравлению Навального.
В январе 2021 года было опубликовано расследование Bellingcat и The Insider при участии Der Spiegel, в котором говорится, что группа сотрудников ФСБ, участвовавшая в отравлении Алексея Навального, также причастна к убийству журналиста Тимура Куашева в 2014 году, общественного деятеля Руслана Магомедрагимова в 2015 году и лидера движения «Новая Россия» Никиты Исаева в 2019 году.
11 февраля 2021 года было опубликовано расследование The Insider и Bellingcat, согласно выводам которого те же сотрудники НИИ-2 ФСБ (Института криминалистики ФСБ), которые, по данным предыдущих расследований, были причастны к отравлению Навального, причастны также к двум попыткам отравления российского политика и журналиста Владимира Кара-Мурзы в 2015 и в 2017 годах. Утверждается, что сотрудники «лаборатории» НИИ-2 действовали совместно со Второй службой ФСБ (Служба по защите конституционного строя и борьбе с терроризмом). Руководителем программы ФСБ по отравлениям авторы расследования называют замначальника НИИ-2 полковника Макшакова, а куратором отравлений Навального и Кара-Мурзы — старшего офицера Второй службы ФСБ Романа Михайловича Мезенцева.
9 июня 2021 года было опубликовано расследование Bellingcat и The Insider об отравлении писателя Дмитрия Быкова. По данным расследователей, в апреле 2019 года в поездках Быкова в Новосибирск, Екатеринбург и Уфу его под прикрытием сопровождали члены двух опергрупп, позднее задействованных в отравлении Навального: из Второго управления ФСБ (по борьбе с терроризмом) и из Института криминалистики ФСБ. В ходе поездки писатель был отравлен.

## Финансирование
Элиот Хиггинс запустил Bellingcat в 2014 году за счёт краудфандинга на Kickstarter и провёл дополнительный раунд краудфандинга в 2017. По словам Хиггинса, примерно половина финансирования исходит от грантов и пожертвований, а другая половина — за счёт платных семинаров по анализу данных из открытых источников.
По данным официального сайта, среди грантодателей Bellingcat фонд Adessium Foundation, Национальный фонд демократии (финансируется Конгрессом США), Национальная почтовая лотерея Дании, компания Zandstorm CV, Фонд Сигрид Раусинг и компания Stichting Saxum Volutum. Издание также получало финансирование от фонда «Открытое общество» миллиардера Джорджа Сороса и Google Media — подразделения Google, которое поддерживает журналистов.
По словам одного из расследователей Bellingcat Христо Грозева, на расследование отравления Алексея Навального он потратил собственные деньги (бюджет расследования он оценивает в 10-20 тыс. евро).

## Судебное преследование
В сентябре 2020 года бывший командир ополчения Донецкой Народной Республики Игорь Безлер подал иск в связи с расследованием Bellingcat, в котором говорится о причастности Безлера к катастрофе Boeing 777 в Донецкой области.
19 мая 2021 года Октябрьский районный суд Санкт-Петербурга объявил некоторые сведения из расследования «порочащими честь и достоинство Безлера» и обязал Bellingcat опубликовать опровержение и выплатить ему 340 тысяч рублей в качестве компенсации морального ущерба.

## Оценки деятельности
Руководства Bellingcat по проведению журналистских расследований по открытым источникам рекомендуются журналистам и студентам Центром цифровой журналистики Тоу Колумбийского университета, Институтом Пойнтера и другими организациями в области журналистики.
Специалист по цифровой журналистике Мухаммед Идреес Ахмад считает, что Bellingcat влияет на то, как традиционные СМИ и исследовательские институты проводят журналистские расследования по открытым источникам, своими успехами мотивируя их на инвестирование в эту область.
Журнал Foreign Policy называет расследования Bellingcat ценными для Разведывательного сообщества США, поскольку они сделали проблематичным отрицание различных деяний, совершённых российскими властями
Немецкий эксперт по криминалистической фотографии Йенс Крис подверг критике выводы журналистской группы из Bellingcat о том, что Минобороны России исказили при помощи Photoshop спутниковые изображения, подготовленные для использования в презентации при расследовании крушения Boeing 777 в Донецкой области, назвав методы исследований Bellingcat субъективными, не основанными на научных данных и «гаданием на кофейной гуще».
По оценкам эксперта С. Джонсона из Судебного института Крэнфилда, исследовательские методики Bellingcat для отслеживания российских систем залпового огня на Украине являются экспериментальными и склонны к неточностям.
Российские власти считают, что Bellingcat связан со спецслужбами — «из-за сроков его создания, характера публикуемой информации, антироссийской направленности, а также биографии руководителя и непрозрачности финансирования».

## Награды
В 2015 году Элиот Хиггинс и Bellingcat получили специальный приз премии Ханса-Йоахима-Фридрихса.
В 2017 году Кристиан Триберт из Bellingcat получил Премию Европейской прессы в номинации «инновации» за подход к реконструкции попытки военного переворота в Турции в 2016 году.
В 2018 году Bellingcat получил Золотую Нику премии Prix Ars Electronica для цифровых сообществ.
В 2019 году Христо Грозев из Bellingcat получил Премию Европейской прессы в номинации «расследовательская журналистика» за установление личности двух мужчин, предположительно ответственных за отравление Сергея и Юлии Скрипаль.
В 2019 году Bellingcat и Newsy получили Национальную журналистскую премию в номинации «инновации» «за расследовательскую журналистику, проливающую свет на международные конфликты».
В 2019 году Bellingcat получил премию Лондонского пресс-клуба в номинации «цифровая журналистика».
В 2019 году подкаст Bellingcat о катастрофе Boeing 777 в Донецкой области получил Премию Ассоциации политических исследований в номинации «лучший политический подкаст года».
В 2020 году Bellingcat получил нидерландскую Премию Макиавелли 2019 года за «новаторский подход к журналистским расследованиям».
В 2020 году Bellingcat на Премии аудио- и радиоиндустрии занял третье место в номинации Best Factual Series и второе место — в номинации «лучший независимый подкаст» за подкаст о катастрофе Boeing 777 в Донецкой области.
В 2021 году Bellingcat и CNN получили премию «Эмми» в номинации «выдающийся новостной расследовательский репортаж» за расследование об отравлении Алексея Навального.
В 2022 году NBC News/MSNBC и Bellingcat получили Премию Эдварда Р. Марроу.
В 2022 году Bellingcat и её исполнительный директор Христо Грозев получили премию ICFJ «За инновации в международной журналистике».
В 2022 году Общество редакторов признало Bellingcat Международной новостной медиа-организацией года.

### 2023 год
Win Win Gothenburg Sustainability Award от одноимённой некоммерческой организации за «... новаторские методы, которые привели к появлению нового поколения журналистских расследований и позволили Bellingcat раскрыть важную информацию об актуальных глобальных проблемах». Награда включала в себя сумму в один миллион шведских крон.

## В культуре
В 2018 году вышел документальный фильм «Bellingcat: Правда в мире постправды». В фильме рассказывается о журналистских расследованиях Bellingcat, в том числе об отравлении Скрипаля и крушении рейса 17 Malaysia Airlines. В 2019 году фильм получил международную премию «Эмми» в номинации «Лучший документальный фильм».
В 2020 году написана и 2021 году вышла книга Элиота Хиггинса «Мы — Bellingcat. Глобальная преступность, онлайн-сыщики и бесстрашное будущее новостной журналистики», в которой основатель организации подробно рассказывает о самых важных расследованиях Bellingcat.